# المدرسة اللؤلؤية
المدرسة اللؤلؤية المعروفة أيضًا باسم الزاوية اللؤلؤية، تُعد من المعالم التاريخية البارزة في القدس الشريف، وتعود إلى العصر المملوكي. أسسها بدر الدين لؤلؤ غازي عام 775هـ/1373م، وكان عتيق الملك الأشرف شعبان بن حسين. تقع المدرسة في حي الواد بالقدس، وتتميز بتصميمها المعماري الفريد الذي يعكس الطراز المملوكي.

## التأسيس والوقف
أسس بدر الدين لؤلؤ غازي المدرسة اللؤلؤية عام 775هـ/1373م، ووقفها لتكون مركزًا لتعليم العلوم الدينية والشرعية. وقد أشار الرحالة عبد الغني النابلسي إلى المدرسة في زيارته للقدس عام 1101هـ/1689م.
تقع المدرسة في حي الواد بالقدس، على الجانب الغربي من طريق القرمي، غير بعيدة عن المدرسة البدرية. تطل واجهتها الرئيسية على الطريق، وتتميز ببوابة حجرية ضخمة مزخرفة بالنقوش والزخارف الهندسية.

## الهندسة المعمارية
تُعتبر المدرسة اللؤلؤية نموذجًا للعمارة الإسلامية المملوكية، وتمتاز بـ:
- بوابة حجرية ضخمة مزخرفة بالنقوش والزخارف الهندسية.
- إيوان كبير مخصص للدرس.
- غرف سكنية للطلاب والعلماء.
- محراب مزين بزخارف نباتية.
- استخدام الحجر المقدسي الأبيض والأسود في نمط الأبلق (تناوب الألوان).

### إرث معماري وتاريخي
تُعد المدرسة اللؤلؤية من أبرز المعالم المعمارية في القدس المملوكية، وتُظهر الطراز المعماري الإسلامي في تلك الحقبة. كما أنها تُعتبر جزءًا من التراث الثقافي والتاريخي للمدينة. كانت المدرسة تُدرّس العلوم الشرعية واللغوية، وتُعتبر مصدر إشعاع تربوي واجتماعي في القدس خلال العهد المملوكي. قد استقطبت العديد من العلماء والطلاب في فترة ازدهارها.